# Claude Petit-Benoît de Chaffoy
Claude de Chaffoy (Besançon, 7 febbraio 1752 – Nîmes, 29 settembre 1837) è stato un vescovo cattolico francese.

## Biografia
Suo padre era consigliere al parlamento della Franca Contea.
Compì gli studi ecclesiastici presso i sulpiziani e fu ordinato prete nel 1776.
Fu vicario generale dell'arcivescovo di Besançon, Raymond de Durfort, che nel 1791 seguì nel suo esilio in Svizzera e che l'anno seguente assistette sul letto di morte nel castello di Blumenstein.
Il vescovo di Losanna gli affidò la direzione temporanea dell'arcidiocesi di Besançon e mantenne l'incarico fino al concordato del 1801.
Nel 1821 fu eletto vescovo di Nîmes e rimase su quella cattedra episcopale fino alla morte, nel 1837. Volle pubblicare libri liturgici propri per la sua diocesi, ma incontrò la protesta del clero diocesano nel 1833, pertanto il nunzio Raffaele Fornari pretese che i libri fossero approvati dalla Sacra Congregazione dei Riti.

## Genealogia episcopale
La genealogia episcopale è:
- Cardinale Scipione Rebiba
- Cardinale Giulio Antonio Santori
- Cardinale Girolamo Bernerio, O.P.
- Arcivescovo Galeazzo Sanvitale
- Cardinale Ludovico Ludovisi
- Cardinale Luigi Caetani
- Cardinale Ulderico Carpegna
- Cardinale Paluzzo Paluzzi Altieri degli Albertoni
- Papa Benedetto XIII
- Papa Benedetto XIV
- Papa Clemente XIII
- Cardinale Giovanni Francesco Albani
- Papa Pio VI
- Arcivescovo François de Pierre de Bernis
- Cardinale Jean-Baptiste de Latil
- Vescovo Claude de Chaffoy